# Otomona
L’Otomona est un fleuve d'Indonésie coulant sur l'île de Nouvelle-Guinée.

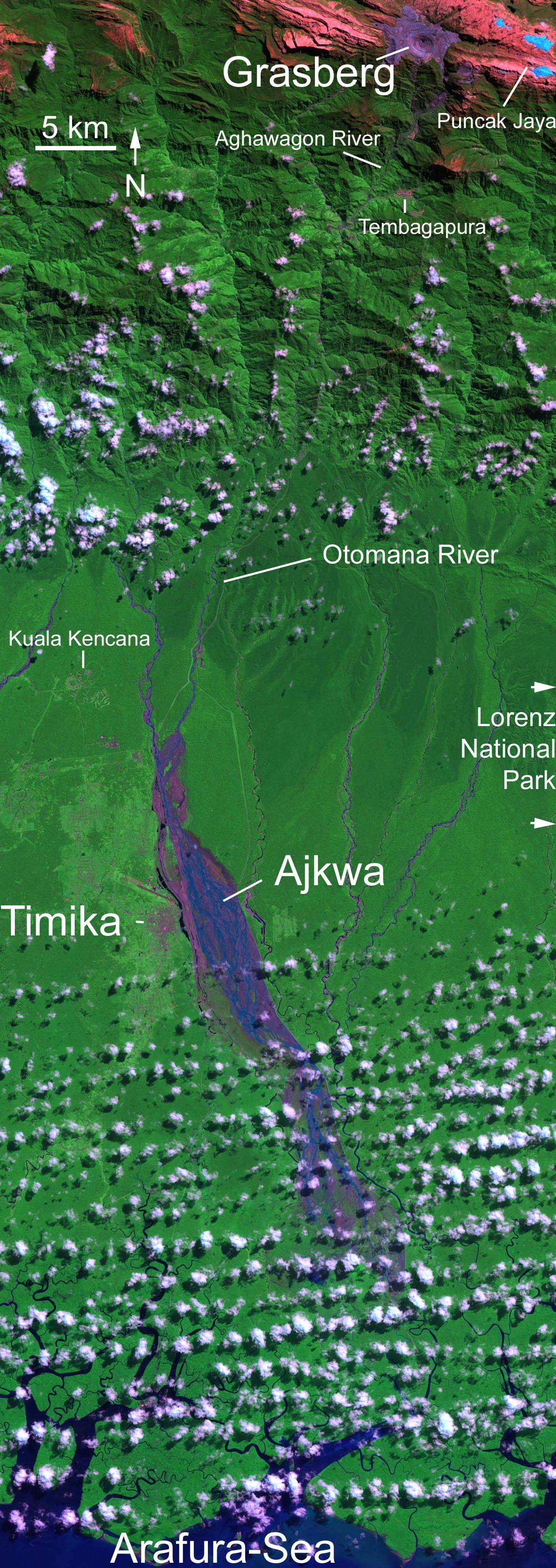
Image satellite du bassin versant de l'Otomona montrant les dépôts miniers de la mine de Grasberg encombrant le lit du fleuve.

## Géographie
L'Otomona prend sa source dans la chaîne de Sudirman et se jette dans la mer d'Arafura. Son parcours orienté nord-sud est intégralement inclus dans le kabupaten de Mimika appartement à la province de Papouasie.
Son cours supérieur est constitué de deux rivières, l'Otomona Ouest et l'Otomona Est, qui prennent leur source respectivement à environ 3 860 mètres d'altitude au pied du Ngga Pilimsit et à environ 1 400 mètres d'altitude au niveau de la confluence des rivières Aghawagon et Wanagon,.
L'Otomona Est et Ouest se rejoignent à leur sortie des montagnes, à environ 340 mètres d'altitude et progressent dans la plaine méridionale de la Nouvelle-Guinée. L'Otomona atteint la mer d'Arafura au niveau de la baie de la Banane, Teluk Pisang en indonésien.

## Régime hydrique
Le cours de l'Otomona est intégralement situé sous un climat équatorial. Ce climat induit de fortes précipitations réparties régulièrement tout au long de l'année,. De plus, les sources de l'Otomona naissent directement ou indirectement de la fonte de glaciers. Le fleuve est ainsi alimenté en eau régulièrement tout au long de l'année, même dans les parties supérieures de son cours.